# Primeira Frente Báltica
 A Primeira Frente Báltica foi uma importante formação do Exército Vermelho durante a Segunda Guerra Mundial. Uma frente (formação militar de tamanho equivalente a um grupo de exércitos ocidental), ela foi comandado pelo general de exército Andrei Ieremenko e depois pelo general de exército Hovhannes Bagramian.

## Histórico

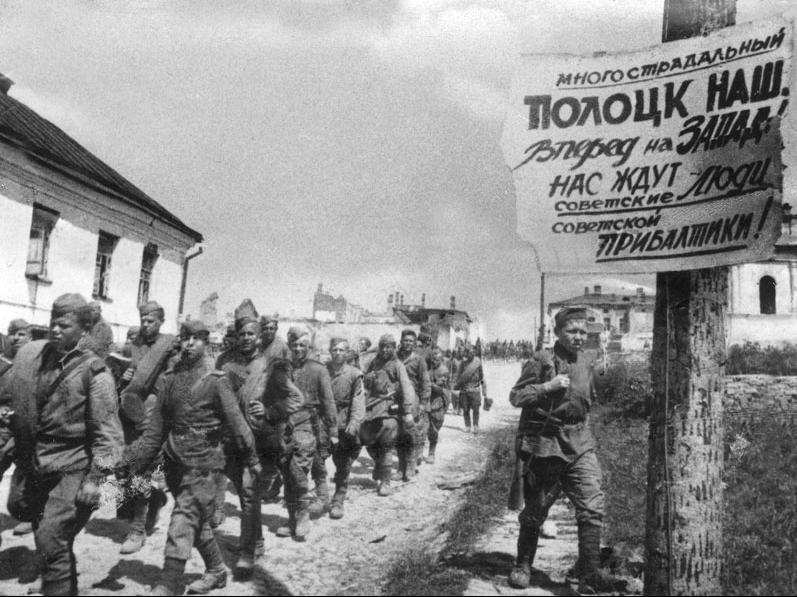
Soldados soviéticos em Polotsk (Bielorrússia), passando por um cartaz de propaganda que celebra a reconquista da cidade e insta à libertação dos Bálticos da ocupação nazista alemã. 4 de julho de 1944.

A frente foi formada a partir da Frente de Kalinin, em 12 de outubro de 1943, e participou de várias operações militares importantes, mais notavelmente a Operação Bagration, no verão de 1944. A Primeira Frente Báltica também ajudou no levantamento do Cerco de Leningrado, em 27 de janeiro de 1944, bem como na Operação Samland, na época conhecida como Grupo Samland, que capturou Königsberg em abril de 1945.

## Composição
Em 23 de junho de 1944, a Primeira Frente Báltica consistia nas seguintes unidades:
- 4º Exército de Choque, liderado pelo tenente-general P. F. Malishev.
  - 83º Corpo de Fuzileiros

- 6º Exército da Guarda, liderado pelo tenente-general I. M. Chistiakov.
  - 2º Corpo de Fuzileiros da Guarda
  - 22º Corpo de Fuzileiros da Guarda
  - 23º Corpo de Fuzileiros da Guarda
  - 103º Corpo de Fuzileiros da Guarda
  - Artilharia do exército

- 43º Exército, liderado pelo tenente-general A. P. Belaborodov.
  - 1º Corpo de Fuzileiros
  - 60º Corpo de Fuzileiros
  - 92º Corpo de Fuzileiros
  - 1º Corpo de Tanques

- 3º Exército Aéreo, liderado pelo tenente-general N. F. Papivin.
  - 11º Corpo de Aviação de Caça

## Comando

### Comandante
1. General de exército Andrei Ieremenko (outubro - 19 de novembro de 1943)
2. General de exército Hovhannes Bagramian (19 de novembro de 1943 - fevereiro de 1945)

### Comissário militar
1. Tenente-general Dmitri Leonov (outubro de 1943 - novembro de 1944)
2. Tenente-general Mikhail Rudakov (novembro de 1944 - fevereiro de 1945)

### Chefe do Estado-Maior
1. Coronel-general Vladimir Kurasov (outubro de 1943 - fevereiro de 1945)